# Sommer-Paralympics 2016/Teilnehmer (Nigeria)
| stlisierte Goldmedaille | stlisierte Silbermedaille | stlisierte Bronzemedaille |
| ----------------------- | ------------------------- | ------------------------- |
| 8                       | 2                         | 2                         |

Nigeria entsandte 13 Athletinnen und neun Athleten zu den Paralympischen Sommerspielen 2016 in Rio de Janeiro,  die in drei Sportarten antraten. Fahnenträgerin für Nigeria bei der Eröffnungsfeier war die Powerlifterin Lucy Ejike.

## Medaillen

### Medaillenspiegel
| Rang   | Sportart       | Gold | Silber | Bronze | Gesamt |
| ------ | -------------- | ---- | ------ | ------ | ------ |
| 1      | Powerlifting   | 6    | 2      | 1      | 9      |
| 2      | Leichtathletik | 2    | 0      | 1      | 3      |
| Gesamt | Gesamt         | 8    | 2      | 2      | 12     |

## Teilnehmer nach Sportart

### Leichtathletik
Laufen
| Athleten                              | Wettbewerb | Vorlauf     | Vorlauf | Halbfinale    | Halbfinale    | Finale        | Finale        | Rang |
| Athleten                              | Wettbewerb | Zeit        | Rang    | Zeit          | Rang          | Zeit          | Rang          | Rang |
| ------------------------------------- | ---------- | ----------- | ------- | ------------- | ------------- | ------------- | ------------- | ---- |
| Frauen                                |            |             |         |               |               |               |               |      |
| Lovina Onyegbule Guide: Chidozie Kalu | 100 m T11  | 12,70 s     | 4       | ausgeschieden | ausgeschieden | ausgeschieden | ausgeschieden | 10   |
| Hannah Babalola                       | 100 m T54  | 17,24 s     | 4       | —             | —             | 16,85 s       | 7             | 7    |
| Lovina Onyegbule Guide: Chidozie Kalu | 200 m T11  | DSQ         | DSQ     | ausgeschieden | ausgeschieden | ausgeschieden | ausgeschieden | DSQ  |
| Hannah Babalola                       | 800 m T54  | 1:56,17 min | 7       | —             | —             | ausgeschieden | ausgeschieden | 12   |

Springen und Werfen
| Athleten        | Wettbewerb       | Finale  | Finale | Rang |
| Athleten        | Wettbewerb       | Weite   | Rang   | Rang |
| --------------- | ---------------- | ------- | ------ | ---- |
| Männer          |                  |         |        |      |
| Friday Aibangbe | Diskuswerfen F11 | 30,02 m | 9      | 9    |
| Frauen          |                  |         |        |      |
| Lauritta Onye   | Diskuswerfen F41 | DNS     | DNS    | DNS  |
| Flora Ugwunwa   | Diskuswerfen F55 | 19,03 m | 6      | 6    |
| Eucharia Iyiazi | Diskuswerfen F57 | 27,54 m | 3      |      |
| Lauritta Onye   | Kugelstoßen F40  | 8,40 m  | 3      |      |
| Eucharia Iyiazi | Kugelstoßen F57  | 9,31 m  | 4      | 4    |
| Flora Ugwunwa   | Speerwerfen F54  | 20,25 m | 1      |      |

### Powerlifting (Bankdrücken)
| Athleten           | Wettbewerb | Ergebnis | Rang   |
| ------------------ | ---------- | -------- | ------ |
| Männer             |            |          |        |
| Roland Ezuruike    | bis 54 kg  | 200 kg   | Gold   |
| Paul Kehinde       | bis 65 kg  | 218 kg   | Gold   |
| Nnamdi Innocent    | bis 72 kg  | 210 kg   | Bronze |
| Tolu-Lope Taiwo    | bis 80 kg  | 200 kg   | 5      |
| Opeyemi Jegede     | bis 88 kg  | 200 kg   | 5      |
| Abdulazeez Ibrahim | bis 97 kg  | 215 kg   | 6      |
| Frauen             |            |          |        |
| Jonah Ben          | bis 41 kg  | NVL      | NVL    |
| Latifat Tijani     | bis 45 kg  | 106 kg   | Silber |
| Esther Oyema       | bis 55 kg  | 127 kg   | Silber |
| Lucy Ejike         | bis 61 kg  | 142 kg   | Gold   |
| Ndidi Nwosu        | bis 73 kg  | 140 kg   | Gold   |
| Bose Omolayo       | bis 79 kg  | 138 kg   | Gold   |
| Josephine Orji     | über 86 kg | 154 kg   | Gold   |

### Tischtennis
| Athleten                             | Wettbewerb      | Gruppenphase | Gruppenphase | Achtelfinale  | Achtelfinale  | Viertelfinale | Viertelfinale | Halbfinale    | Halbfinale    | Finale        | Finale        | Rang |
| Athleten                             | Wettbewerb      | Gegner       | Erg.         | Gegner        | Erg.          | Gegner        | Erg.          | Gegner        | Erg.          | Gegner        | Erg.          | Rang |
| ------------------------------------ | --------------- | ------------ | ------------ | ------------- | ------------- | ------------- | ------------- | ------------- | ------------- | ------------- | ------------- | ---- |
| Männer                               |                 |              |              |               |               |               |               |               |               |               |               |      |
| Ahmed Koleosho                       | Einzel C3       | A. Ohgren    | 1:3          | ausgeschieden | ausgeschieden | ausgeschieden | ausgeschieden | ausgeschieden | ausgeschieden | ausgeschieden | ausgeschieden | 17   |
| Ahmed Koleosho                       | Einzel C3       | V. Petruniv  | 1:3          | ausgeschieden | ausgeschieden | ausgeschieden | ausgeschieden | ausgeschieden | ausgeschieden | ausgeschieden | ausgeschieden | 17   |
| Emmanuel Chinedu Nick                | Einzel C4       | M. Thomas    | 0:3          | ausgeschieden | ausgeschieden | ausgeschieden | ausgeschieden | ausgeschieden | ausgeschieden | ausgeschieden | ausgeschieden | 13   |
| Emmanuel Chinedu Nick                | Einzel C4       | Kim J. G.    | 0:3          | ausgeschieden | ausgeschieden | ausgeschieden | ausgeschieden | ausgeschieden | ausgeschieden | ausgeschieden | ausgeschieden | 13   |
| Ahmed Koleosho Emmanuel Chinedu Nick | Mannschaft C4-5 | —            | —            | Polen         | 2:1           | Türkei        | 0:2           | ausgeschieden | ausgeschieden | ausgeschieden | ausgeschieden | 5    |
| Frauen                               |                 |              |              |               |               |               |               |               |               |               |               |      |
| Faith Chinenye Obiora                | Einzel C5       | Gu Gai       | 0:3          | —             | —             | Zhang B.      | 0:3           | ausgeschieden | ausgeschieden | ausgeschieden | ausgeschieden | 5    |
| Faith Chinenye Obiora                | Einzel C5       | Wei Mei-Hui  | 3:2          | —             | —             | Zhang B.      | 0:3           | ausgeschieden | ausgeschieden | ausgeschieden | ausgeschieden | 5    |